# Sekou Junior Sanogo
Sekou Junior Sanogo (Abidjan, 5 maggio 1989) è un calciatore ivoriano, centrocampista del Železničar Pančevo.

## Carriera
Nella stagione 2011-2012 ha esordito nelle coppe europee. Il 19 dicembre 2011 viene annunciato il suo prestito al Losanna fino al termine della stagione, perché poco utilizzato dall'allenatore dei bernesi Bernard Challandes.

## Statistiche

### Presenze e reti nei club
Statistiche aggiornate al 13 novembre 2022.
| Stagione            | Squadra             | Campionato          | Campionato | Campionato | Coppe nazionali | Coppe nazionali | Coppe nazionali | Coppe continentali | Coppe continentali | Coppe continentali | Altre coppe | Altre coppe | Altre coppe | Totale | Totale | Totale |
| Stagione            | Squadra             | Comp                | Pres       | Reti       | Comp            | Pres            | Reti            | Comp               | Pres               | Reti               | Comp        | Pres        | Reti        | Pres   | Reti   |        |
| ------------------- | ------------------- | ------------------- | ---------- | ---------- | --------------- | --------------- | --------------- | ------------------ | ------------------ | ------------------ | ----------- | ----------- | ----------- | ------ | ------ | ------ |
| 2011-gen. 2012      | Thun                | SL                  | 9          | 0          | CS              | 0               | 0               | UEL                | 5                  | 0                  | -           | -           | -           | 14     | 0      |        |
| gen.-giu. 2012      | Losanna             | SL                  | 14         | 0          | CS              | -               | -               | -                  | -                  | -                  | -           | -           | -           | 14     | 0      |        |
| 2012-2013           | Losanna             | SL                  | 31         | 2          | CS              | 1               | 0               | -                  | -                  | -                  | -           | -           | -           | 32     | 2      |        |
| Totale Losanna      | Totale Losanna      | Totale Losanna      | 45         | 2          |                 | 1               | 0               |                    | -                  | -                  |             | -           | -           | 46     | 2      |        |
| 2013-2014           | Thun                | SL                  | 25         | 3          | CS              | 2               | 0               | UEL                | 9                  | 2                  | -           | -           | -           | 36     | 5      |        |
| Totale Thun         | Totale Thun         | Totale Thun         | 34         | 3          |                 | 2               | 0               |                    | 14                 | 2                  |             | -           | -           | 50     | 5      |        |
| 2014-2015           | Young Boys          | SL                  | 25         | 1          | CS              | 0               | 0               | UEL                | 11                 | 1                  | -           | -           | -           | 36     | 2      |        |
| 2015-2016           | Young Boys          | SL                  | 11         | 2          | CS              | 1               | 0               | UCL+UEL            | 1+0                | 0                  | -           | -           | -           | 13     | 2      |        |
| 2016-2017           | Young Boys          | SL                  | 21         | 2          | CS              | 2               | 1               | UCL+UEL            | 2+4                | 0                  | -           | -           | -           | 29     | 3      |        |
| 2017-2018           | Young Boys          | SL                  | 27         | 5          | CS              | 3               | 0               | UCL+UEL            | 4+3                | 0                  | -           | -           | -           | 37     | 5      |        |
| 2018-gen. 2019      | Young Boys          | SL                  | 15         | 1          | CS              | 2               | 0               | UCL                | 6                  | 0                  | -           | -           | -           | 23     | 1      |        |
| Totale Young Boys   | Totale Young Boys   | Totale Young Boys   | 99         | 11         |                 | 8               | 1               |                    | 31                 | 1                  |             | -           | -           | 138    | 13     |        |
| gen.-giu. 2019      | Al-Ittihad          | SPL                 | 11         | 1          | KCC             | 4               | 0               | ACL                | 5                  | 0                  | SA          | -           | -           | 20     | 1      |        |
| 2019-gen. 2020      | Al-Ittihad          | SPL                 | 0          | 0          | KCC             | 0               | 0               | -                  | -                  | -                  | -           | -           | -           | 0      | 0      |        |
| Totale Al-Ittihad   | Totale Al-Ittihad   | Totale Al-Ittihad   | 11         | 1          |                 | 4               | 0               |                    | 5                  | 0                  |             | -           | -           | 20     | 1      |        |
| gen.-giu. 2020      | Stella Rossa        | SL                  | 1          | 0          | CS              | 0               | 0               | UCL                | -                  | -                  | -           | -           | -           | 1      | 0      |        |
| 2020-2021           | Stella Rossa        | SL                  | 23         | 2          | CS              | 5               | 0               | UCL+UEL            | 3+7                | 0                  | -           | -           | -           | 38     | 2      |        |
| 2021-2022           | Stella Rossa        | SL                  | 24         | 2          | CS              | 2               | 0               | UCL+UEL            | 4+9                | 0                  | -           | -           | -           | 39     | 2      |        |
| 2022-2023           | Stella Rossa        | SL                  | 12         | 0          | CS              | 1               | 0               | UCL+UEL            | 4+4                | 0                  | -           | -           | -           | 21     | 0      |        |
| Totale Stella Rossa | Totale Stella Rossa | Totale Stella Rossa | 60         | 4          |                 | 8               | 0               |                    | 31                 | 0                  |             | -           | -           | 99     | 4      |        |
| Totale carriera     | Totale carriera     | Totale carriera     | 249        | 21         |                 | 23              | 1               |                    | 81                 | 3                  |             | -           | -           | 353    | 25     |        |

### Cronologia presenze e reti in nazionale
| Cronologia completa delle presenze e delle reti in nazionale ― Costa d'Avorio | Cronologia completa delle presenze e delle reti in nazionale ― Costa d'Avorio | Cronologia completa delle presenze e delle reti in nazionale ― Costa d'Avorio | Cronologia completa delle presenze e delle reti in nazionale ― Costa d'Avorio | Cronologia completa delle presenze e delle reti in nazionale ― Costa d'Avorio | Cronologia completa delle presenze e delle reti in nazionale ― Costa d'Avorio | Cronologia completa delle presenze e delle reti in nazionale ― Costa d'Avorio | Cronologia completa delle presenze e delle reti in nazionale ― Costa d'Avorio |
| Data                                                                          | Città                                                                         | In casa                                                                       | Risultato                                                                     | Ospiti                                                                        | Competizione                                                                  | Reti                                                                          | Note                                                                          |
| ----------------------------------------------------------------------------- | ----------------------------------------------------------------------------- | ----------------------------------------------------------------------------- | ----------------------------------------------------------------------------- | ----------------------------------------------------------------------------- | ----------------------------------------------------------------------------- | ----------------------------------------------------------------------------- | ----------------------------------------------------------------------------- |
| 27-3-2017                                                                     | Parigi                                                                        | Costa d'Avorio                                                                | 1 – 1                                                                         | Senegal                                                                       | Amichevole                                                                    | -                                                                             | 74’                                                                           |
| 2-9-2017                                                                      | Libreville                                                                    | Gabon                                                                         | 0 – 3                                                                         | Costa d'Avorio                                                                | Qual. Mondiali 2018                                                           | -                                                                             | 79’                                                                           |
| 6-10-2017                                                                     | Bamako                                                                        | Mali                                                                          | 0 – 0                                                                         | Costa d'Avorio                                                                | Qual. Mondiali 2018                                                           | -                                                                             | 46’                                                                           |
| Totale                                                                        |                                                                               | Presenze                                                                      | 3                                                                             |                                                                               | Reti                                                                          | 0                                                                             |                                                                               |

## Palmarès

### Club

#### Competizioni nazionali
- Campionato svizzero: 1

Young Boys: 2017-2018
- Campionato serbo: 3

Stella Rossa: 2019-2020, 2020-2021, 2021-2022
- Coppa di Serbia: 3

Stella Rossa: 2020-2021, 2021-2022, 2022-2023